# Svendopoli
Svendopoli è un neologismo italiano. Il dizionario Treccani riporta il sostantivo con riferimento allo scandalo seguito da operazioni di vendita di immobili di proprietà pubblica a condizioni molto convenienti ad acquirenti privilegiati.

## Contesto di utilizzo
Il neologismo è di origine giornalistica, a seguito di diverse inchieste giornalistiche a riguardo di scandali legati a svendite di immobili di enti pubblici, o comunque di proprietà pubblica, a vip o uomini politici. Un esempio di inchiesta di questo tipo è avvenuta nel 2007.
Lo scandalo ha seguito un fenomeno analogo sugli affitti, denominato "affittopoli". Tali fatti hanno determinato un grave danno erariale.
Lo stesso fenomeno di svendite ha interessato anche i beni degli immobili ospedalieri, anche di pregio, spesso destinati specificamente al finanziamento dei servizi sanitari e assistenziali, secondo una tradizione secolare.